# Barras Futebol Club
El Barras Futebol Club es un equipo de fútbol de Brasil que actualmente se encuentra inactivo.

## Historia
Fue fundado el 15 de noviembre de 2004 en el municipio de Barras del estado de Piauí y los colores del equipo son los de la bandera del municipio de Barras y desde su fundación ha participado en los torneos estatales.
En 2005 gana la segunda división estatal y logra el ascenso a la primera división; y en 2006 termina segundo en el Campeonato Piauiense, lo que le dio la clasificación al Campeonato Brasileño de Serie C y a la Copa de Brasil en 2007 por primera vez en su historia. En la tercera división nacional superó la primera ronda como ganador de grupo, superando también la segunda ronda al ganar su zona, mismo resultado que ocurrió en la tercera ronda, llegando a la fase final donde se le terminaron las fuerzas y acabaron en séptimo lugar entre ocho equipos solo superando al Nacional de Patos del estado de Paraíba, algo lejos del ascenso al Campeonato Brasileño de Serie B. En la Copa de Brasil fue eliminado en la primera ronda por el Ceará SC del estado de Ceará al ganar 1-0 el partido de ida y perder 0-2 el de vuelta.
En 2007 vuelve a terminar como subcampeón estatal y gana la Copa Piauí por primera vez, logrando clasificar al Campeonato Brasileño de Serie C y a la Copa de Brasil nuevamente en 2008. En la tercera división nacional fue eliminado en la primera ronda al terminar en tercer lugar de su zona donde solo superó al Horizonte Futebol Clube del estado de Ceará, terminando en el lugar 38 entre 63 equipos, mientras que en la Copa de Brasil fue eliminado en la primera ronda por el Sport Club Corinthians Paulista del estado de Sao Paulo por 0-6.
En 2008 es campeón estatal por primera vez, obteniendo la clasificación para la Copa de Brasil en 2009 por tercera ocasión consecutiva, donde vuelve a ser eliminado en la primera ronda, esta vez por el Clube do Remo del estado de Pará al perder ambos partidos por 0-1 y 0-2. En 2010 es subcampeón estatal, lo que le da el regreso a la Copa de Brasil para 2011, donde se vuelve a quedar fuera en la primera ronda al perder ante el ABC Futebol Clube del estado de Río Grande del Norte al empatar 1-1 el partido de ida y perder 1-2 en el de vuelta. En ese mismo año es campeón del torneo inicio del estado por primera vez.
El club no participa en los torneos estatales desde la temporada 2014 por una deuda que tiene el club con la federación del estado por más de 90.000 reales, luego de una mala administración que lo llevó a ser descalificado de la Copa Piauí en 2013.

## Palmarés
- Campeonato Piauiense: 1

2008
- Campeonato Piauiense de Segunda División: 1

2005
- Copa Piauí: 1

2007
- Torneo Inicio de Piauí: 1

2011